# Praia
Praia è la capitale di Capo Verde, nonché capoluogo della contea omonima. Si trova sull'isola di Santiago, nell'arcipelago di Sotavento. Il nome Praia in lingua portoghese significa "spiaggia",  come in diverse lingue creole di Capo Verde.
Con una popolazione di 159 050 abitanti (dato del 2017), Praia è la più grande città di Capo Verde. Rappresenta anche il principale polo commerciale, portuale e turistico e ospita l'aeroporto internazionale Nelson Mandela.
Il centro della città è situato su un piccolo altopiano e per questo motivo prende il nome di Platô. Le principali località nella zona circostante sono Cidade Velha, Porto Gouveia, Porto Mosquito e Santa Ana.
A Praia si parla una lingua creola chiamata crioulo de Santiago ("creolo di Santiago").
La città è sede della Diocesi di Santiago di Capo Verde.

## Società

### Evoluzione demografica
| Anno | Popolazione |
| ---- | ----------- |
| 1990 | 61.644      |
| 2000 | 94.757      |
| 2003 | 101.000     |
| 2005 | 113.664     |
| 2009 | 127.524     |

## Economia
Il porto di Praia rappresenta uno snodo fondamentale per l'economia di Capo Verde. Viene usato per l'esportazione di caffè, canna da zucchero, e frutta tropicale. L'economia dell'isola è anche legata all'industria del pesce e al turismo. A Praia hanno sede anche le principali emittenti radiofoniche e televisive del paese.

## Istruzione
A Praia hanno sede diverse scuole e una università intitolata a Jean Piaget, l'unica di Capo Verde.

## Monumenti e luoghi d'interesse

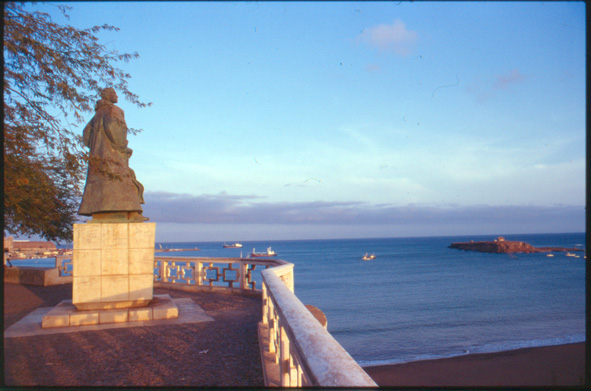
Statua di Diogo Gomes.

I luoghi più caratteristici di Praia sono la piazza di Albuquerque, il vecchio municipio, il palazzo presidenziale del XIX secolo. Nella città si trovano anche due musei: il Museu Etnográfico (museo etnografico) e il Monumento de Diogo Gomes, dedicato all'esploratore portoghese Diogo Gomes, che nel 1460 fondò il primo insediamento sull'isola di Santiago.